# Блени
Блени (на френски: Blegny) е селище в Югоизточна Белгия, окръг Лиеж на провинция Лиеж. Населението му е около 12 800 души (2006).